# Acacia armata
Acacia armata är en ärtväxtart. Acacia armata ingår i släktet akacior, och familjen ärtväxter. Utöver nominatformen finns också underarten A. a. undulata.

## Bildgalleri

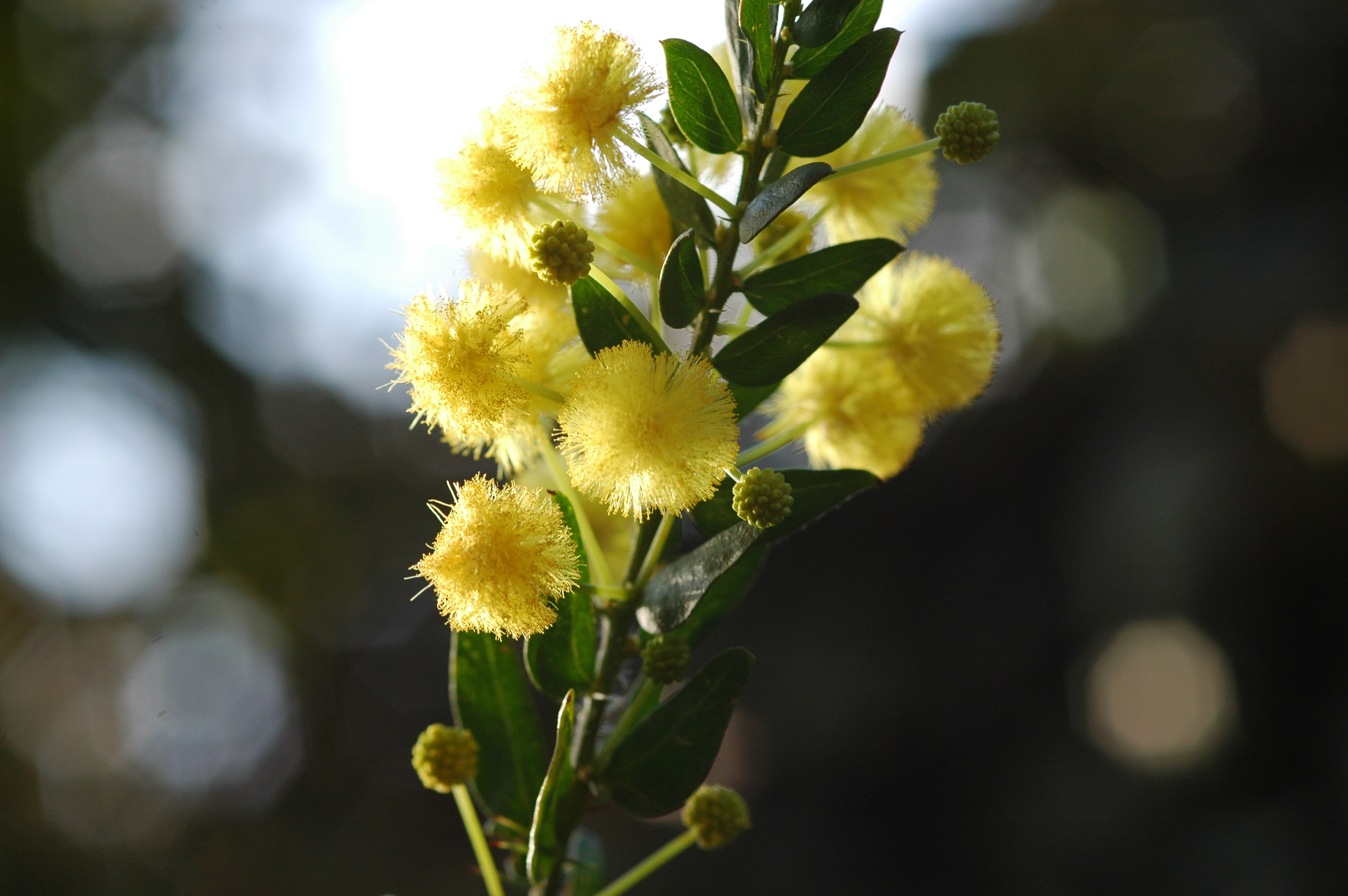
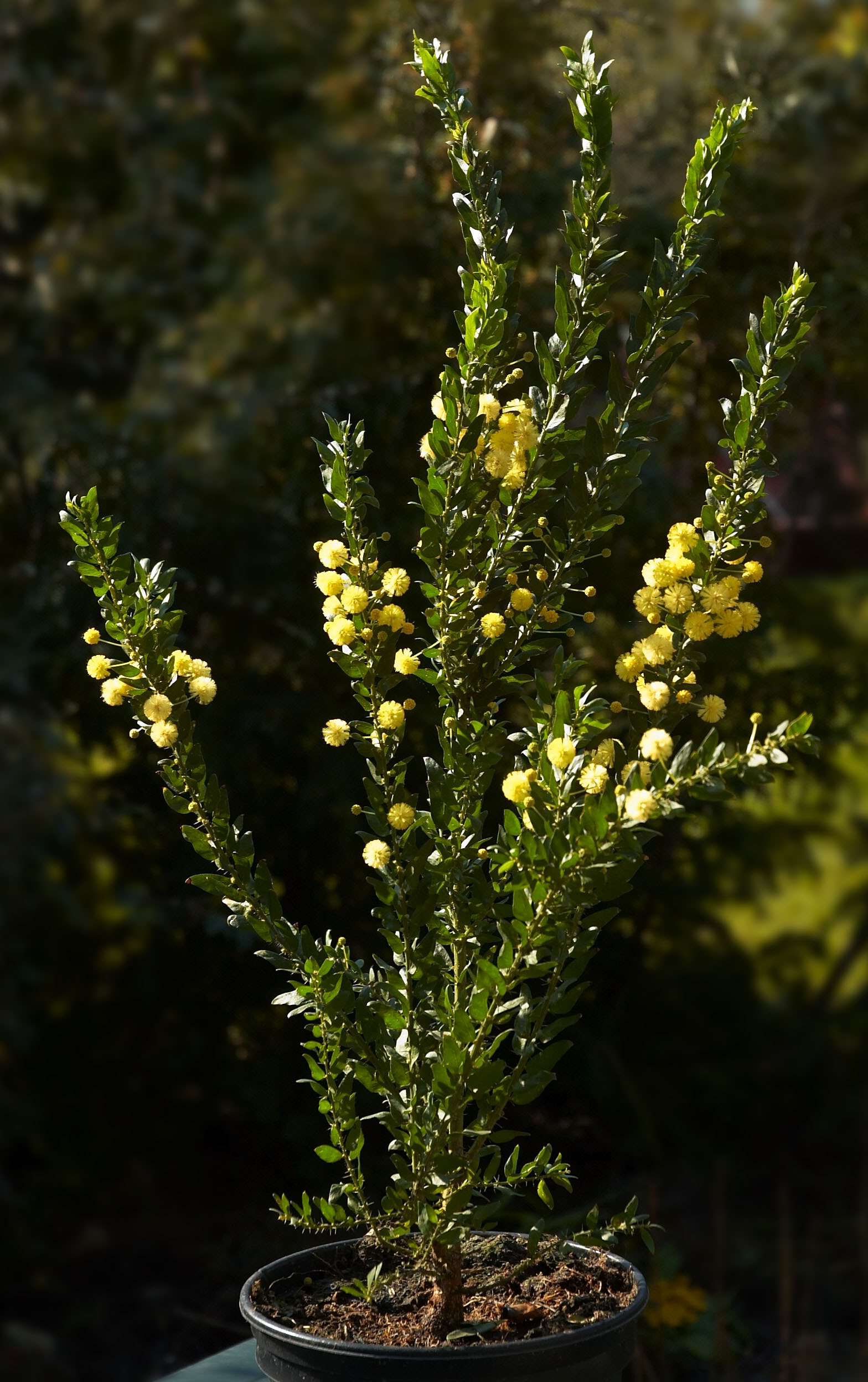
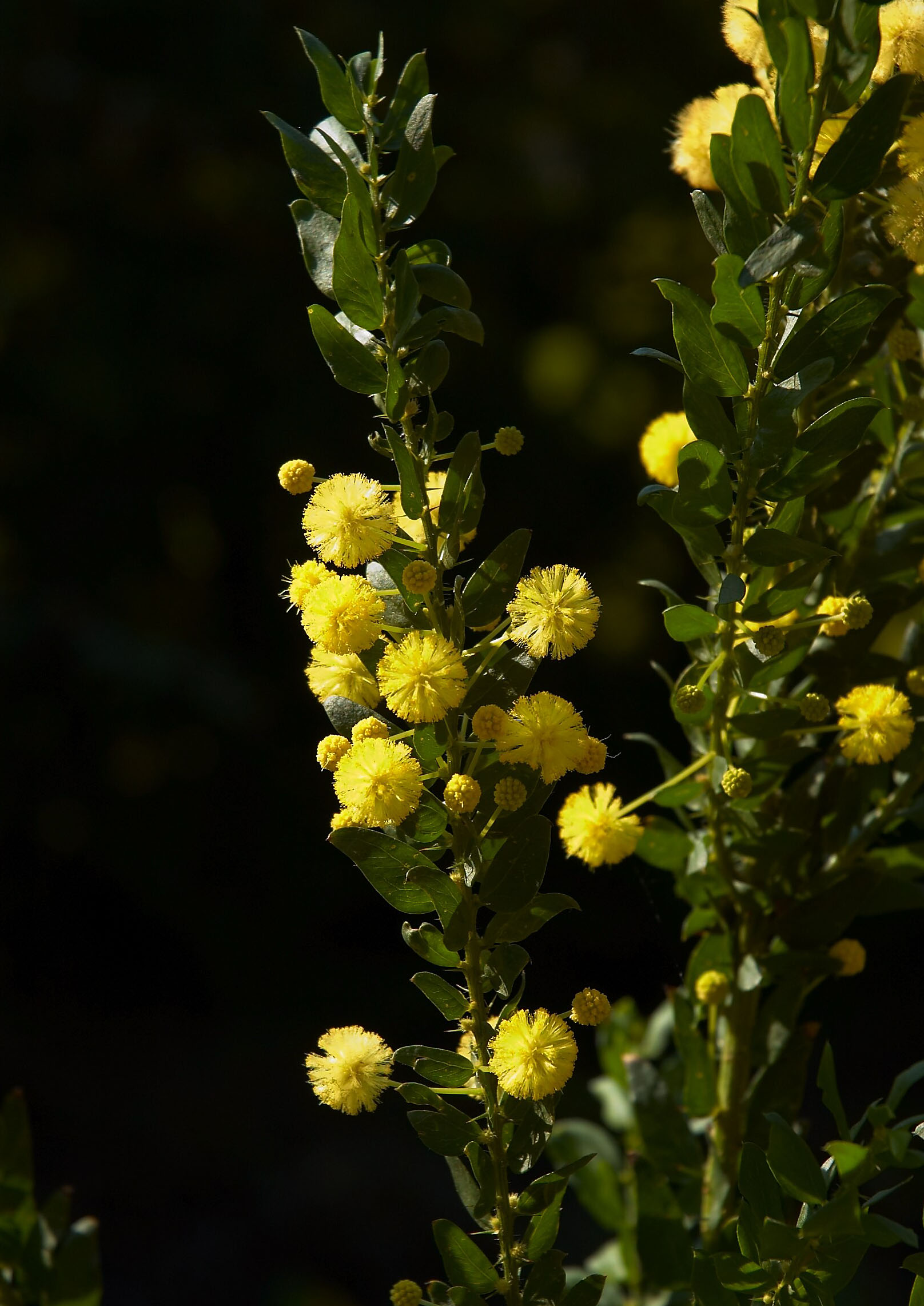
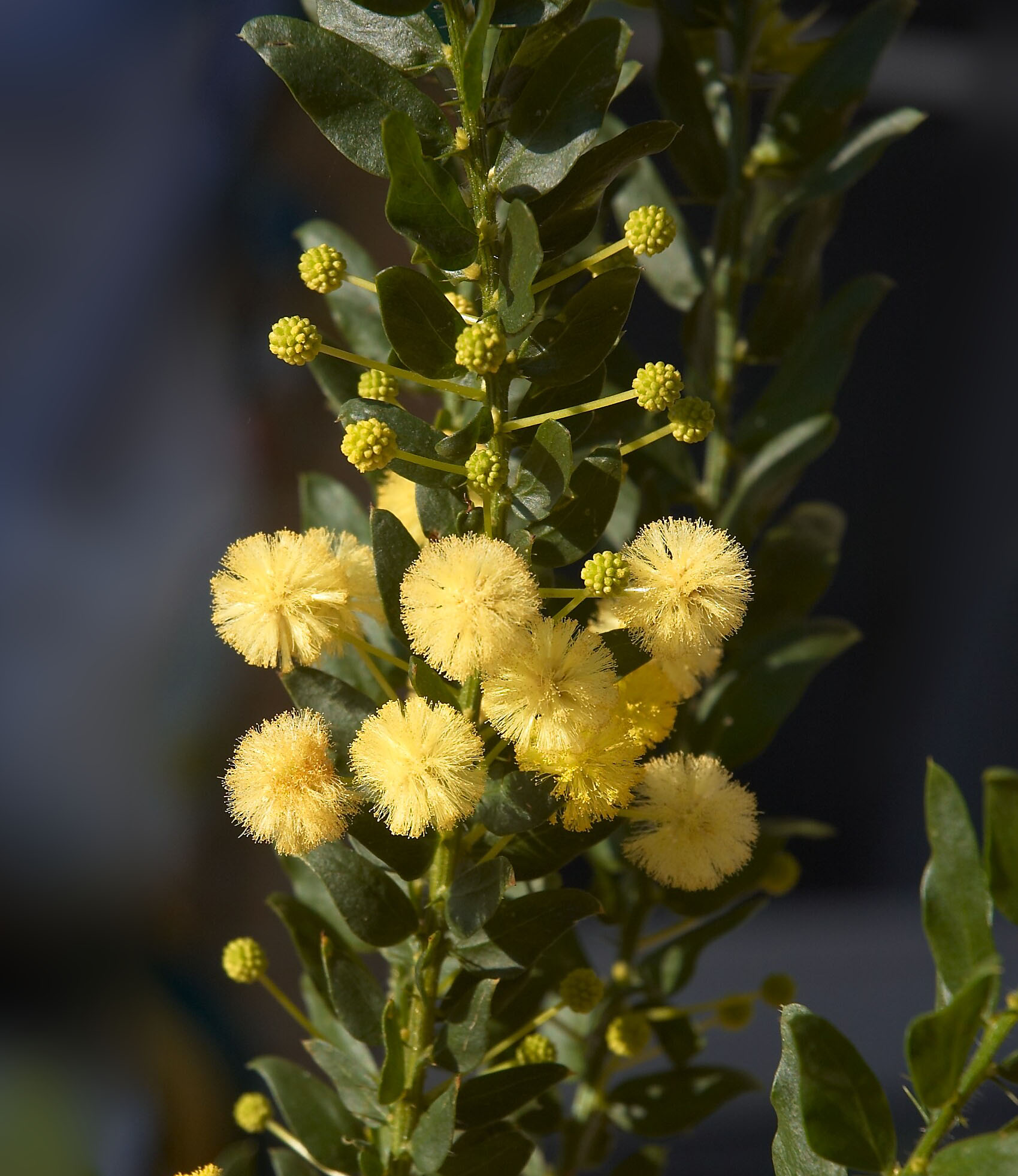
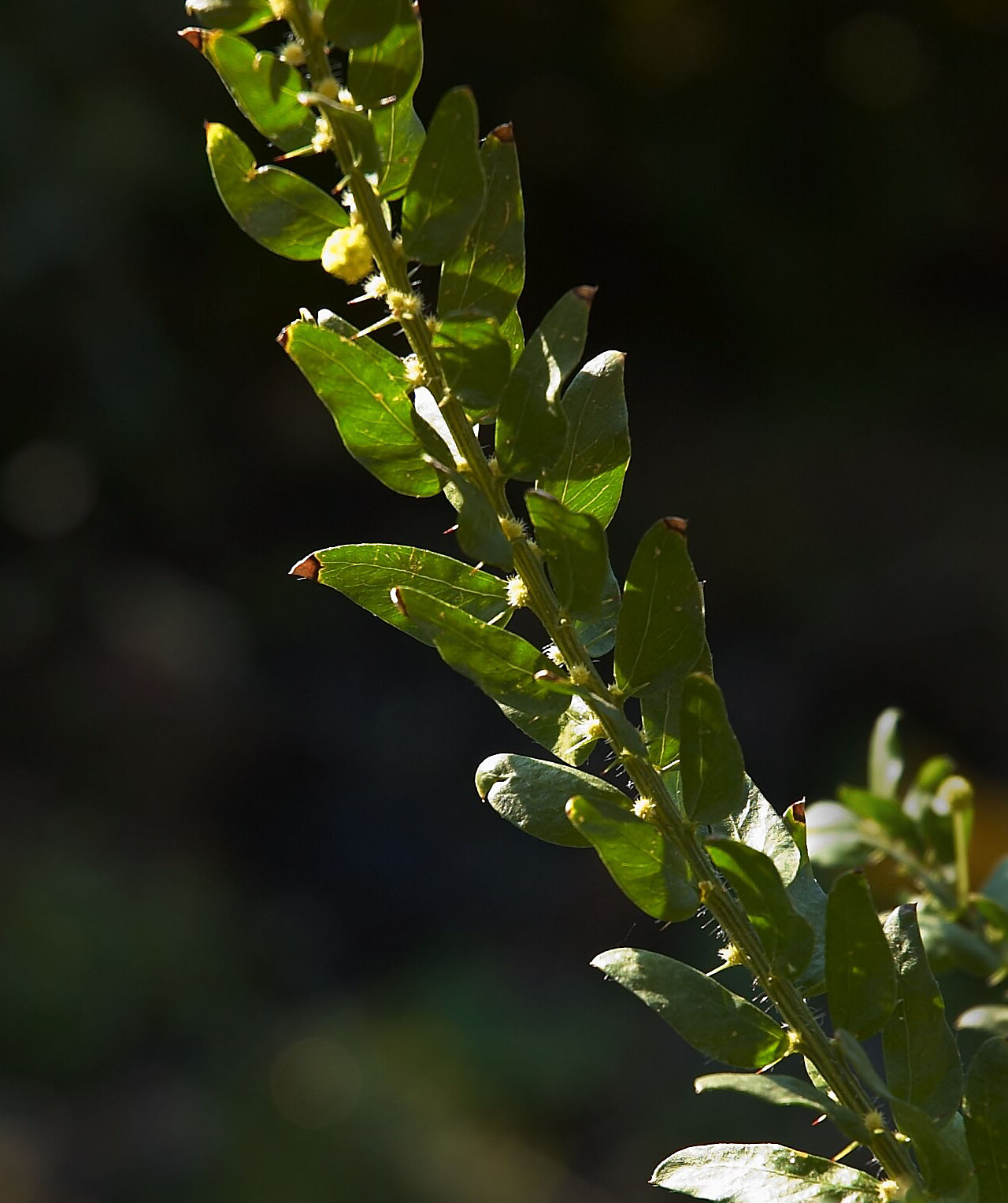
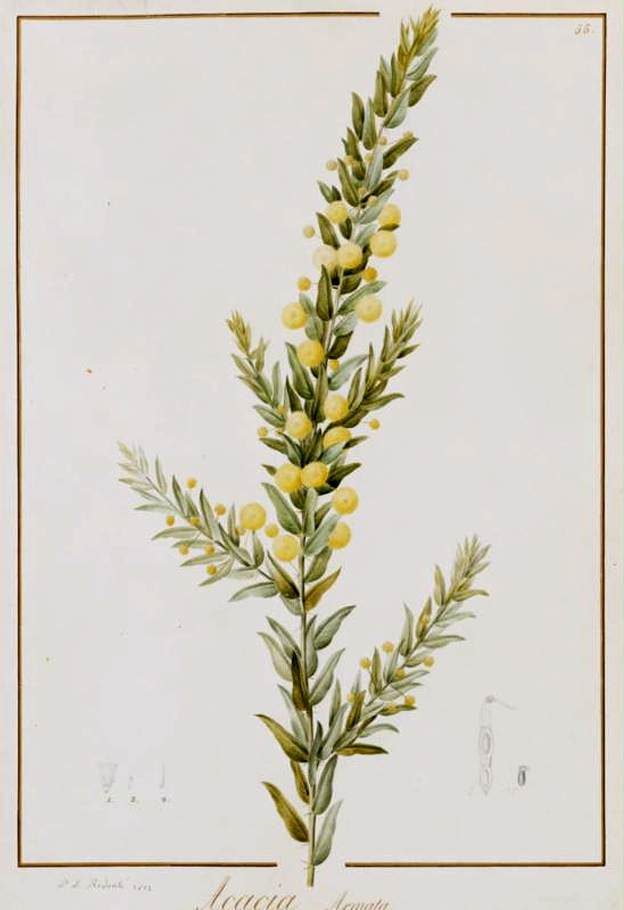